# Ancora (álbum d'Il Divo)
Ancora és el tercer àlbum d'estudi del grup de crossover clàssic internacional Il Divo, format per quatre cantants de prestigi internacional (Carlos Marín, Sébastien Izambard, David Miller i Urs Bühler).
Va ser llançat en el Regne Unit i altres parts del món el 7 de novembre de 2005, excepte als Estats Units i Amèrica Llatina. Va ser llançat més endavant a Amèrica el 24 de gener de 2006.
Va debutar en el número u de Billboard 200 en la primera setmana del seu llançament als Estats Units. L'àlbum conté una cançó en espanyol, una cançó en italià, dues cançons en francès, dues cançons en anglès, i sis cançons en espanyol, excepte el tema extra.
Inclou el tema I Believe In You a duo amb Céline Dion, tema que també es va incloure en els àlbums Voices of the FIFA World Cup (2006) i On Ne Change Pas (2005) de Céline i que, per tant, existeixen dues versions publicades de la mateixa cançó i amb la diferència que l'estrofa "Algún día te encontraré" és cantada per un membre diferent de Il Divo en cada àlbum: en On Ne Change Pas, l'estrofa és cantada per Urs, i en l'àlbum de Ancora és cantat per Carlos. Existeixen també una tercera versió oficial registrada, amb la cançó interpretada íntegrament en anglès, però no s'ha publicat. En els seus concerts, David Miller va interpretar les parts de la cançó de Dion. Gairebé tres anys després del llançament del single, va aconseguir el vuitè lloc en la llista de singles portuguesa segons la revista Billboard.
El fet que Il Divo interpretés una cançó amb Celine, fou fortament criticat, ja que James Christopher Mónger, mànager d'Allmusic, va escriure "Ells adulen a Celine Dion - quan ella amb prou feines pot contenir la seva pròpia veu.
Ancora inclou també el tema en llatí Ave Maria basat en el tema compost per Schubert: en espanyol Heroe, Isabel, Si tu me amas, Hasta mi final, Solo otra vez i En Aranjuez con tu amor; en anglès O Holy Night; en italià Senza Catene i una versió del tema en francès de la cantant canadenca Céline Dion Pour que tu m’aimes encore.
L'any 2005 amb el llançament del seu tercer àlbum Ancora, Il Divo va esdevenir el primer grup de crossover clàssic en la història a assolir el primer lloc en la llista de Billboard Top 200 nord-americana. "Ancora", en italià significa ‘De Nou’ o 'una altra vegada’ o Ancora segons el Diccionari de la llengua espanyola.

## Llista de temes
| Núm. | Títol                                              | Composició                      | Producer(s) | Durada |
| ---- | -------------------------------------------------- | ------------------------------- | ----------- | ------ |
| 1.   | «Hero»                                             | Mariah Carey, Walter Afanasieff |             | 4:17   |
| 2.   | «Isabel»                                           | Romdhane                        |             | 4:16   |
| 3.   | «I Believe in You (Je crois en toi)» (Celine Dion) | Elofsson, Kreuger, Magnusson    |             | 4:01   |
| 4.   | «Unchained Melody»                                 |                                 |             | 3:50   |
| 5.   | «Si Tú Me Amas»                                    | Larossi, Reid, Romdhane         |             | 4:09   |
| 6.   | «Ave Maria»                                        |                                 |             |        |
| 7.   | «Hasta Mi Final»                                   | Hector, Mac                     |             | 3:36   |
| 8.   | «All By Myself (Solo Otra Vez)»                    | Eric Carmen, Rachmaninoff       |             | 3:54   |
| 9.   | «En Aranjuez con tu Amor»                          | Garcia                          |             | 3:51   |
| 10.  | «Pour que tu m'aimes encore»                       |                                 |             | 3:55   |
| 11.  | «O Holy Night»                                     | Popular                         |             | 4:03   |

## Personal
- Carlos Marín, espanyol.
- Sébastien Izambard, francès.
- David Miller, nord-americà.
- Urs Bühler, suís.

## Posició en les llistes
| País          | Certificació | Posició |
| Austràlia     | Triple Platí | #1      |
| Espanya       | Triple Platí | #1      |
| Regne Unit    | Triple Platí | #1      |
| Portugal      | Doble Platí  | #1      |
| Finlàndia     | Platí        | #1      |
| Hongria       | Platí        | #1      |
| Mèxic         | Platí        | #1      |
| Suècia        | Platí        | #1      |
| Sud-àfrica    | Platí        |         |
| Veneçuela     | Platí        |         |
| Argentina     | Or           |         |
| Estats Units  | Or           | #1      |
| Canadà        |              | #1      |
| Colòmbia      | Platí        | #1      |
| Hong Kong     |              | #1      |
| Nova Zelanda  |              | #1      |
| Eslovènia     |              | #1      |
| Taiwan        |              | #1      |
| Països Baixos |              | #2      |
| Suècia        |              | #4      |
| Alemanya      |              | #1      |